# Kanyanagar
Kanyanagar é uma vila no distrito de South 24 Parganas, no estado indiano de Bengala Ocidental.

## Demografia
Segundo o censo de 2001, Kanyanagar tinha uma população de 10 193 habitantes. Os indivíduos do sexo masculino constituem 51% da população e os do sexo feminino 49%. Kanyanagar tem uma taxa de literacia de 78%, superior à média nacional de 59,5%: a literacia no sexo masculino é de 85% e no sexo feminino é de 71%. Em Kanyanagar, 9% da população está abaixo dos 6 anos de idade.